# Wyoming (Delaware)
Pour les articles homonymes, voir Wyoming (homonymie).
La ville de Wyoming est située dans le comté de Kent, dans l’État du Delaware, aux États-Unis.

## Démographie
Lors du recensement de 2010, elle comptait 1 313 habitants.
| 1870 | 1880 | 1890 | 1900 | 1910 | 1920 |
| ---- | ---- | ---- | ---- | ---- | ---- |
| 280  | 353  | 497  | 450  | 517  | 661  |

| 1930 | 1940 | 1950 | 1960  | 1970  | 1980 |
| ---- | ---- | ---- | ----- | ----- | ---- |
| 684  | 870  | 911  | 1 172 | 1 062 | 960  |

| 1990 | 2000  | 2010  | - | - | - |
| ---- | ----- | ----- | - | - | - |
| 977  | 1 141 | 1 313 | - | - | - |

## Source
- (en) Cet article est partiellement ou en totalité issu de l’article de Wikipédia en anglais intitulé « Wyoming, Delaware » (voir la liste des auteurs).